# Neostorena venatoria
Neostorena venatoria là một loài nhện trong họ Zodariidae.
Loài này thuộc chi Neostorena. Neostorena venatoria được William Joseph Rainbow miêu tả năm 1914.